# Walda Marques
Walda Marques (Belém, 1962) é uma fotógrafa brasileira.

## Trajetória
Grandes artistas possuem trajetórias peculiares. Ofícios e fazeres aprendidos em tempos longínquos, por vezes, estarão gravados e presentes em toda sua obra. Walda Marques faz parte desse grupo. Sua veia de retratista guarda memórias da infância – seu pai tinha um pequeno estúdio de foto ao lado de casa, onde seus primeiros anos foram registrados. Antes de iniciar profissionalmente na fotografia, trabalhou como produtora, cenógrafa e maquiadora. Esses anos passados no segmento publicitário permitiram a criação, anos depois, de diversas fotonovelas, onde cada mínimo detalhe, como cabelos, adereços, maquiagem e vestuários, compõe um todo, mais abrangente, rico e repleto de nuances. 
Ao final dos anos 80, após participar de oficinas ministradas por Miguel Chikaoka na FotoAtiva, sua fotografia começa a surgir, levando à abertura juntamente com Octávio Cardoso, em 1992, do estúdio WO. Nesse período surge seu trabalho “A mulher das uvas”, onde os personagens são construídos em estúdio, usando todo aprendizado cenográfico anterior.
A década de 90 representa, formalmente, esse aprofundamento na fotografia, com sua primeira exposição individual “Maria, tira a máscara que eu quero te ver”, realizada em 1994 na Galeria Theodoro Braga. Nessa série, véus e panos cobrem os rostos femininos, como máscaras que eliminam suas identidades, revelando somente seus corpos. 
Sua segunda individual, “Era uma vez... Caixa de fósforo”, ocorreu em 1996, contando a história de uma princesa em seu castelo, com obras em técnica mista em caixas de fósforo, lembrando relicários e um livreto “O Espelho da Princesa”, com fotografias das obras e intervenções diversas.
Esse desejo de contar histórias levou ao projeto seguinte, a fotonovela “O homem do Hotel Central” (1998), mostrando uma história de traição entre duas amigas, tendo como pano de fundo um hotel dos anos 30 da capital paraense. Desse mesmo período data sua série Oréiades (1997), onde os retratos e sua produção em estúdio mostram a força poética das imagens.
Esses trabalhos, aliados a outros, levaram à participação em diversos Salões e exposições coletivas no Brasil e no Exterior, assim como aos prêmios no Salão de Fotografia do Centro Cultural Brasil Estados Unidos, em Belém (1997), no projeto Abra/Coca-Cola, em São Paulo (1998) e no Salão Arte Pará (1997).
Os anos 2000 iniciam com uma nova premiação no Salão Arte Pará, individuais no Rio de Janeiro e diversas coletivas pelo país. Participa em 2002, juntamente com Octávio Cardoso e Márcio Lima do projeto da Fundação Rômulo Maiorana intitulado “Espia Marajó”, uma imersão pelas vivências da região, que rendeu, além da exposição e publicação, sua série “Quantas Julietas e alguns Romeus”. Além disso, apresentou sua fotonovela “A Iludida” e participou do livro “Fotografia Contemporânea Paraense – Panorama 80/90”, publicado pela SECULT/PA. No ano seguinte teve sua obra compondo a Coleção Pirelli/MASP de Fotografia
As diversas relações estabelecidas com personalidades de todas áreas e a inquietação constante de artista a fizeram inaugurar em 2005 o Espaço Cultural Taberna São Jorge, um espaço múltiplo, que aliava shows, exposições, teatro e boa comida. A Taberna São Jorge rapidamente tornou-se um local obrigatório, onde os acontecimentos fervilhavam, em um pano de fundo cenográfico, onde as mesas e até o teto eram impregnados da arte.
O caminho trilhado levou à sua premiação como artista homenageada no 28º Arte Pará, onde expôs na sala especial o projeto Lembranças de Dolores (2004-2009), composto de um livro lançado pela Fundação Rômulo Maiorana, juntamente com uma performance, que ocorreu na capela do Museu do Estado do Pará - MEP. 
Em 2013 apresenta no Museu da UFPA a sua série “Românticos de Cuba”, onde as pessoas e suas transições são representadas com cores saturadas envoltas em nostalgia, resultado de sua viagem pelo país e encerra o ano recebendo a Ordem do Mérito Cultural do Ministério da Cultura.
Em 2014 foi responsável e idealizadora do projeto “Senhora Raiz”, mostrando o cotidiano e força das mulheres presentes na cadeira produtiva da farinha de mandioca, no nordeste do estado do Pará.
Entre 2012 e 2022 participa de mais de 60 exposições coletivas, dentre elas como artista convidada no 4º Prêmio Diário Contemporâneo de Fotografia (Museu da UFPA, 2013), Imagé.tica (Galeria Fidanza, 2014), A Arte da Lembrança (Itaú Cultural SP, 2015), 7º Prêmio Diário Contemporâneo de Fotografia (Mostra Belém: Ressaca, Heranças, 2016); 38º Salão Arte-Pará - As Amazonas do Pará (Museu da UFPA, 2019), Mulheres na Coleção MAR (Museu de Arte do Rio, 2019), Clube de Colecionadores de Fotografia do MAM – 20 Anos (Museu de Arte Moderna de São Paulo – MAM/SP, 2020).
Realizou a exposição individual “A cidade em silêncio”, em 2015, mostrando uma metrópole romântica, com fotografias que retratam detalhes diversos: santos, pinturas, azulejos e pontos históricos.
Sua produção mais recente, “O corpo fértil” (2017), trata do corpo feminino como elemento simbólico de fertilidade, tendo presentes as ervas paraenses, como escudos na preservação da sacralidade do corpo.
Walda Marques é uma fotógrafa em constante movimento, sempre explorando novas maneiras de apresentar seu trabalho fotográfico. Sua criatividade e inquietação a impulsionam a buscar constantemente novas abordagens e formas de expressão para sua obra, a exemplo da fotonovela Josefina, a moça do taxi, a qual foi acondicionada em uma caixa/objeto, e que se configurava como parte da obra. Essa fotonovela da fotógrafa paraense compôs parte da edição do Clube de Colecionadores do Museu de Arte Moderna de São Paulo em 2017, e foi inspirada na lenda urbana da Moça do táxi, muito popular entre os belenenses. A exploração da tema da fotografia também ocorre em versões da lenda urbana a qual a fotonovela foi inspirada.
Em 2019, a cineasta Zienhe Castro, também paraense, lançou o curta-metragem Josephina, livremente inspirado na mesma fotonovela de Walda Marques, Josefina, a moça do táxi, e consequentemente na lenda urbana da Moça do táxi. Nesta produção audiovisual, a lenda adquire uma narrativa diferente, permeada por um tom romântico.
Em 2022, teve sua fotonovela “O homem do Central Hotel” adaptada também para o cinema pela cineasta Zienhe Castro.
Em paralelo, desenvolve projetos aliados à cultura, arte, fotografia e memória. Seu estúdio está localizado em uma casa centenária, onde cada cômodo remete à um cenário, misturando fantasias e criando um ambiente onírico.

## Exposições individuais
- 1994 – Belém PA – Maria, tira a máscara que eu quero te ver, Galeria Theodoro Braga.
- 1996 – Belém PA – Era uma vez... Caixa de fósforo. Galeria Theodoro Braga.
- 1998 – Belém PA – O Homem do Hotel Central. Galeria Theodoro Braga.
- 2002 – Macaé RJ – Humus. Galeria de Arte Hildemburgo Olive.
- 2003 – Petropólis RJ – Mama’s. Bistrô do Museu Imperial.
- 2012 – São Paulo SP – Terruá Pará – Retratos. Auditório do Ibirapuera.
- 2013 – Belém PA – Românticos de Cuba. Museu da UFPA.
- 2015 – Belém PA – A cidade em silêncio. Estação das Docas

## Principais Exposições coletivas
- 1992 – Belém PA – 11º Salão Arte-Pará. Fundação Rômulo Maiorana.
- 1993 – Belém PA – II SPAC - Salão Paraense de Arte Contemporânea. Hall Ismael Nery. Fundação Cultural Tancredo Neves.
- 1993 – São Paulo SP – Fotografia Construída. Museu Lasar Segal
- 1993 – São Paulo SP – Fotografia Brasileira Contemporânea. SESC – Pompéia.
- 1994 – Belém PA – 13º Salão Arte-Pará. Fundação Rômulo Maiorana.
- 1994 – Belém PA – FotoAtiva 10 anos. FUNARTE.
- 1995 – Rio de Janeiro RJ – FotoAtiva 10 anos. FUNARTE.
- 1997 – Belém PA – 16º Salão Arte-Pará. Fundação Rômulo Maiorana.
- 1997 – Belém PA – Salão de Fotografia do CCBEU. Galeria de Arte do CCBEU.
- 1997 – Niterói RJ – Fotografia Contemporânea do Pará: Novas Visões - Galeria da UFF.
- 1998 – Belém PA – Salão de Fotografia do CCBEU. Galeria de Arte do CCBEU.
- 1998 – Rio de Janeiro RJ – Fotografia Contemporânea do Pará: Novas Visões - Galeria da FUNARTE.
- 1998 – Belém PA – 4º Salão UNAMA de Pequenos Formatos. Galeria Graça Landeira. UNAMA.
- 1998 – São Paulo SP – 3º Projeto Abra / Coca-Cola de Arte Atual. Centro Cultural São Paulo.
- 1999 – Porto (Portugal) – Brasilianas - Fotógrafos de Belém do Pará. Centro Português de Fotografia.
- 1999 – Belém PA – 5º Salão UNAMA de Pequenos Formatos. Galeria Graça Landeira. UNAMA.
- 2000 – Belém PA – 19º Salão Arte-Pará. Galeria da Residência.
- 2002 – Belém PA – Espia Marajó. Walda Marques, Octávio Cardoso e Márcio Lima. Projeto da Fundação Rômulo Maiorana. Galeria da Residência.
- 2002 – Belém PA – Fotografia Contemporânea Paraense. MIS PA.
- 2003 – São Paulo SP – Coleção Pirelli / MASP de Fotografia. Museu de Arte de São Paulo - MASP.
- 2005 – Belém PA – 24º Salão Arte-Pará. Fundação Rômulo Maiorana.
- 2005 – São Paulo SP – 29º Panorama de Arte Brasileira. Museu de Arte Moderna de São Paulo.
- 2006 – São Paulo SP – Manobras Radicais. Centro Cultural Banco do Brasil.
- 2006 – Belém PA – 25º Salão Arte-Pará. Fundação Rômulo Maiorana.
- 2009 – São Paulo SP – Cartografias Contemporâneas. Fotoativa Pará.  Sesc SP.
- 2009 – Belém PA – 28º Salão Arte Pará (Artista Homenageada - sala especial).
- 2010 – Belém PA – Olhares femininos: aqui e lá. Associação FotoAtiva.
- 2010 – Vila Velha ES – Amazônia, a arte. Museu Vale.
- 2012 – Rio de Janeiro RJ – Amazônia, ciclos de modernidade. Centro Cultural Banco do Brasil.
- 2012 – São Paulo SP – O olhar que vem da terra. Galeria Virgílio.
- 2012 – Belém PA – 100menos10. Galeria Thedoro Braga.
- 2013 – Belém PA – 4º Prêmio Diário Contemporâneo de Fotografia. Museu da UFPA (Artista convidada).
- 2014 – Belém PA – Imagé.tica. Galeria Fidanza. Museu de Arte Sacra
- 2014 – Belém PA – Mostra Instagram. Kamara Kó.
- 2015 – São Paulo SP – A Arte da Lembrança . Itaú Cultural.
- 2016 – Belém PA – A Arte da Lembrança – A Saudade na Fotografia Brasileira em Belém. Espaço Cultural Casa das onze janelas
- 2016 – Belém PA – 7º Prêmio Diário Contemporâneo de Fotografia. (Mostra Belém: Ressaca, Heranças).
- 2016 – Belém PA – Translado da noite. Griffo Comunicação (Exposição Virtual)
- 2017 – Belém PA – Mostra de Acervo. Museu da UFPA.
- 2018 – Belém PA – O Olhar do Coração - Artistas paraenses no acervo de Jorge Alex Athias. Espaço Cultural Casa das onze janelas
- 2019 – Belém PA – 10º Prêmio Diário Contemporâneo de Fotografia. Museu da UFPA.
- 2019 – Belém PA – 38º Salão Arte-Pará. As Amazonas do Pará. Museu da UFPA.
- 2019 – Belém PA – Diálogos no tempo. Galeria Thedoro Braga.
- 2019 – Belém PA – Um olhar sobre a arte contemporânea no Pará. Galeria Fidanza. Museu de Arte Sacra.
- 2019 – Belém PA – Coletiva de Dezembro. Kamara Kó.
- 2019 – Rio de Janeiro RJ – Mulheres na Coleção MAR. Museu de Arte do Rio - MAR.
- 2020 – Belém PA – Em que face você se esconde? - Mostra de Acervo. Museu da UFPA.
- 2020 – São Paulo SP – Clube de Colecionadores de Fotografia do MAM – 20 Anos. Museu de Arte Moderna de São Paulo – MAM/SP.
- 2021 – Belém PA – Afetos Múltiplos - arte contemporânea na Coleção Eduardo Vasconcelos. Galerias Benedito Nunes e Theodoro Braga.
- 2022 – Belém PA – Desnudo - Coleção Eduardo Vasconcelos. Galeria Benedito Nunes.
- 2022 – Belém PA – Memórias da Infância - Fotografias Coleção Eduardo Vasconcelos. Galeria Fidanza. Museu de Arte Sacra.
- 2022 – Belém PA – 40º Salão Arte-Pará. Centro Cultural Casa das 11 janelas.

## Fotonovelas
- 1994 – Espelho da Princesa
- 1996/1998 – O homem do Hotel Central
- 2002 – A Iludida
- 2010 – Lembranças
- 2015 – Duas Marílias em Ama-me com Ternura
- 2017 – Josefina – A moça do táxi